# Пітер Блікер
Пітер Блікер (нід. Pieter Bleeker; 10 липня 1819, Занстад — 24 січня 1878, Гаага) — нідерландський медик і іхтіолог. Автор опису багатьох нових таксонів риб.
Блекер був офіцером медичної служби в Голландській Ост-Індській армії (так в ті часи називалися голландські колонії в Південно-Східній Азії) з 1842 по 1860 роки. Сьогодні велика частина цих територій належить Індонезії, що складається з тисяч островів, які багато в чому зберегли до наших днів первозданну природу. Різноманітність як прісноводних, так і морських риб в регіоні дуже велика. Блікер зайнявся описом нових видів риб.
Більшу частину зразків риб він купував у місцевих рибалок, але він також зумів організувати мережу знайомих, які доставляли йому зразки рідкісних риб з державних установ, розташованих по всьому Зондському архіпелагу.
В цілому йому вдалося зібрати колекцію риб, що налічує майже 12 тисяч біологічних зразків. Багато з них зараз знаходяться в колекції музею природознавства в Лейдені.
Після повернення до Нідерландів в 1860 році він на власний кошт почав публікацію своєї головної праці, «Іхтіологічний атлас Нідерландської Ост-Індії» (Altlas Ichthyologique), результату його індонезійських досліджень з більш ніж 1500 кольорових гравюр. Всього Блікер виконав опис близько 2000 нових видів риб.
Атлас вийшов в 36 томах між 1862 і 1878 роками, в 1977—1983 роках Смітсонівський інститут перевидав цю монументальну працю в 10 томах.
В цілому Блікер опублікував понад 500 статей з іхтіології, описав 511 нових родів і 1925 нових видів. Його ім'я носять сіамський півник Betta bleekeri, кілька видів азійських сомів (зокрема Mystus bleekeri) і мадагаскарська ціхліда Paratilapia bleekeri.
Помер Пітер Блікер 24 січня 1878 в Гаазі.